# Carol Corbu
Carol Corbu (ur. 8 lutego 1946 w Văleni-Podgoria w okręgu Ardżesz) – rumuński lekkoatleta, trójskoczek, medalista mistrzostw Europy.
Na europejskich igrzyskach juniorów w 1966 w Odessie wywalczył brązowy medal w trójskoku. Taki sam sukces w gronie seniorów osiągnął na europejskich igrzyskach halowych w 1969 w Belgradzie. Na mistrzostwach Europy w 1969 w Atenach zajął 4. miejsce. Był szósty na halowych mistrzostwach Europy w 1970 w Wiedniu.
Zdobył srebrny medal na halowych mistrzostwach Europy w 1971 w Sofii oraz brązowy medal na mistrzostwach Europy w 1971 w Helsinkach. Ponownie wywalczył srebrny medal w trójskoku na halowych mistrzostwach Europy w 1972 w Grenoble, a w skoku w dal zajął 9. miejsce. Zajął 4. miejsce w finale trójskoku na igrzyskach olimpijskich w 1972 w Monachium, a w skoku w dal odpadł w eliminacjach.
Zwyciężył w trójskoku na halowych mistrzostwach Europy w 1973 w Rotterdamie. Na halowych mistrzostwach Europy w 1974 w Göteborgu wystąpił tylko w skoku w dal, w którym zajął 10. miejsce. Został srebrnym medalistą mistrzostw Europy w 1974 w Rzymie w trójskoku, jedynie za Wiktorem Saniejewem. Nie zdobył medalu na halowych mistrzostwach Europy w 1975 w Katowicach, zajmując 4. miejsce w trójskoku i 5. miejsce w skoku w dal.
Zajął 2. miejsce w trójskoku na halowych mistrzostwach Europy w 1976 w Monachium. Na igrzyskach olimpijskich w 1976 w Montrealu był ósmy w finale trójskoku. Był czwarty w tej konkurencji na halowych mistrzostwach Europy w 1978 w Mediolanie, a na mistrzostwach Europy w 1978 w Pradze zajął 14. miejsce.
Corbu był mistrzem Rumunii w trójskoku w latach 1969-1971, 1974, 1975 i 1977-1978 oraz w skoku w dal w 1975.
Dwukrotnie poprawiał rekord Rumunii w trójskoku,najpierw na 16,76 m (14 czerwca 1970 w Atenach), a potem na 17,12 m 13 czerwca 1971 w Turynie). Rekord ten przetrwał do 1984.
Rekordy życiowe:
- trójskok – 17,12 m (13 czerwca 1971, Turyn)
- skok w dal – 6,92 (hala, 1972)